# The Buddha of Suburbia (singolo)
The Buddha of Suburbia è singolo del cantautore britannico David Bowie, pubblicato nel 1993. Si tratta della canzone-tema della miniserie televisiva The Buddha of Suburbia, mandata in onda dalla BBC nel 1993 ed è pertanto inclusa nella colonna sonora omonima. La canzone è stata registrata insieme al cantante statunitense Lenny Kravitz.

## Tracce

### 7" Vinile
Lato 1
1. Buddha of Suburbia – 4:24

Lato 2
1. Dead Against It – 5:48

### CD
1. Buddha of Suburbia – 4:24
2. South Horizon – 5:26
3. Dead Against It – 5:48
4. Buddha of Suburbia (Rock Mix) – 4:24

## Formazione
- David Bowie – voce, tastiera, chitarra, sintetizzatore, sassofono
- Lenny Kravitz – chitarra
- Erdal Kızılçay – basso, batteria, tastiera, percussioni, tromba